# Lista över fornlämningar i Kristianstads kommun (Åhus)
Lista över fornlämningar i Kristianstads kommun (Åhus) är en förteckning av ett urval av de fornlämningar som finns i Åhus i Kristianstads kommun.
| Namn                             | Lämningstyp                 | Tillkomsttid | Historisk indelning | Plats | Läge                 | ID-nr          | Bild                                      |
| -------------------------------- | --------------------------- | ------------ | ------------------- | ----- | -------------------- | -------------- | ----------------------------------------- |
| Elleköpinge kyrkogård (Åhus 2:1) | Begravningsplats            |              | Åhus, Skåne         |       | 55.928386, 14.227780 | 10115200020001 | Ladda upp en bild av detta fornminne      |
| Åhus 2:2                         | Kyrka/kapell                |              | Åhus, Skåne         |       | 55.928434, 14.227416 | 10115200020002 | Ladda upp en bild av detta fornminne      |
| Kasperhög (Åhus 4:1)             | Hög                         |              | Åhus, Skåne         |       | 55.950760, 14.263218 | 10115200040001 | Ladda upp en bild av detta fornminne      |
| Gröna hög (Åhus 6:1)             | Hög                         |              | Åhus, Skåne         |       | 55.929396, 14.236563 | 10115200060001 | Ladda upp en bild av detta fornminne      |
| S:t Annas kapell (Åhus 9:1)      | Kyrka/kapell                |              | Åhus, Skåne         |       | 55.923626, 14.295026 | 10115200090001 | Ladda upp en till bild av detta fornminne |
| Dominikanerklostret (Åhus 13:1)  | Kloster                     |              | Åhus, Skåne         |       | 55.922754, 14.296311 | 10115200130001 | Ladda upp en till bild av detta fornminne |
| Åhus borg (Åhus 14:1)            | Borg                        |              | Åhus, Skåne         |       | 55.926593, 14.304708 | 10115200140001 | Ladda upp en till bild av detta fornminne |
| Gamla stadsmuren (Åhus 16:1)     | Stadsvall/stadsmur          |              | Åhus, Skåne         |       | 55.926722, 14.292040 | 10115200160001 | Ladda upp en till bild av detta fornminne |
| S:t Jörgens hospital (Åhus 17:1) | Kyrka/kapell                |              | Åhus, Skåne         |       | 55.920706, 14.281049 | 10115200170001 | Ladda upp en bild av detta fornminne      |
| S:t Jörgens hospital (Åhus 17:3) | Begravningsplats            |              | Åhus, Skåne         |       | 55.920776, 14.281533 | 10115200170003 | Ladda upp en bild av detta fornminne      |
| Åhus 61:1                        | Grav markerad av sten/block |              | Åhus, Skåne         |       | 55.922725, 14.216178 | 10115200610001 | Ladda upp en bild av detta fornminne      |
| Åhus 61:3                        | Grav markerad av sten/block |              | Åhus, Skåne         |       | 55.922013, 14.214243 | 10115200610003 | Ladda upp en bild av detta fornminne      |